# 영비 무씨
영비 무씨(寧妃 武氏, 생년 미상 ~ 1734년)는 청나라 옹정제의 비이다. 초기 가문은 좌몽경을 따라 대청으로 귀순하여 한군 양황기에 입적하였고, 기적은 양황기 한군 제3참령 제5좌령에 있었다. 태주지주 무주국의 딸이자, 산시성 대동 사람이다.

## 생애
무씨의 생년월일은 정확히 알려지지 않았으며, 『황조문전』의 첫 제문에는 무씨를 「구족령원」이라고 불렀으며, 대제문에서는 「고문육수」라고 불렀다. 아울러 제문에서도 「성격이 민첩하고, 심성이 총명하며, 질성이 온화하고 공손하다」라고 쓰여있다.
옹정 어느 해, 무씨는 외팔기 수녀선발에서 내정주위로 지정되어 첫번째 제문인 「내정화선(內政華選)」이라는 단어를 사용했다. 옹정 12년 4월, 무씨는 이미 영비로 봉해졌고, 자기고와 은고의 비위 용기를 더하기 시작했는데, 초기 위치가 불분명하여 「진숭반어비질」이라 불렀으며, 곧 비의 직위로 봉해졌다. 얼마 후인 5월 24일 병사했다. 이튿날 옹정제는 무씨의 형 무기흔에게 "북로에서 역(驛)을 타고 귀경한다"고 명하고, 사망한 영비에게 춘방리장단 이불2상 등을 지어주었다.
건륭 2년 (1737년) 하반기, 청서릉에 있는 태릉비원침에 영비의 금관이 묻히니, 장례 의례는 강희제 시기의 양비와 같았다. 무씨의 봉분은 앞줄 왼쪽에서 첫번째에 위치한다.

## 가족
- 아버지 : 무주국, 강희 42년에 산양현의 지현을 지냈다. 무주국은 강희 46년 태주지주로, 이 직책은 강희 51년 고택세, 강희 52년 무주국이 재임했으나, 강희 53년 위석조가 태주지로 바뀌었다.

## 영비가 나온 영상매체
| 년도 | 제목   | 배우   | 극중 이름/호칭  |
| ---- | ------ | ------ | --------------- |
| 2011 | 견환전 | 열의찰 | 녕빈 (엽란의)   |
| 2016 | 미인향 | 손희   | 영귀인 (무자은) |

## 같이 보기
- 입팔분공